# Imre Nyéki
Imre Nyéki (* 1. November 1928 in Szerep; † 27. März 1995 in Budapest) war ein ungarischer Schwimmer, der bei Olympischen Spielen eine Silbermedaille und bei Europameisterschaften je zwei Gold- und Bronzemedaillen gewann.

## Sportliche Karriere
Imre Nyéki schwamm zunächst für BKV Előre SC und später für Honvéd Budapest.
Bei den ersten Nachkriegseuropameisterschaften, die 1947 in Monte Carlo ausgetragen wurden, siegte die schwedische 4-mal-200-Meter-Freistilstaffel vor den Franzosen. Dahinter erkämpfte die ungarische Staffel mit Imre Nyéki, Géza Kádas, György Mitró und Elemér Szathmáry die Bronzemedaille. Im Jahr darauf bei den Olympischen Spielen 1948 in London erreichte Nyéki mit der 16. Zeit der Vorläufe gerade noch das Halbfinale über 400 Meter Freistil. Nyeki trat allerdings nicht zum Halbfinale an, da am gleichen Tag die Staffelvorläufe stattfanden. Die 4-mal-200-Meter-Freistilstaffel mit Elemér Szathmáry, György Mitró, Imre Nyéki und Géza Kádas gewann ihren Vorlauf vor der Staffel aus den Vereinigten Staaten. Im Finale schwamm die US-Staffel mit vier anderen Schwimmern als im Vorlauf, während die Ungarn in der gleichen Besetzung antraten. Die Staffel aus den Vereinigten Staaten siegte in neuer Weltrekordzeit von 8:46,0 Minuten. Die Ungarn blieben in neuer Europarekordzeit von 8:48,4 Minuten ebenfalls unter dem seit 1936 bestehenden alten Weltrekord.
Nachdem die Ostblockstaaten nicht an den Schwimmeuropameisterschaften 1950 in Wien teilnahmen, musste Nyéki bis zu den Olympischen Spielen 1952 in Helsinki warten, bis er wieder bei einer großen internationalen Meisterschaft starten konnte. In Helsinki erreichte die ungarische 4-mal-200-Meter-Freistilstaffel mit György Csordás, László Gyöngyösi, Gusztáv Kettesi und Imre Nyéki das Finale mit der viertschnellsten Zeit. Im Finale mit Gyöngyösi, Csordás, Géza Kádas und Nyéki verbesserten sich die Ungarn gegenüber dem Vorlauf um zwei Sekunden auf 8:52,6 Minuten und belegten den fünften Platz. Imre Nyéki startete auch über 100 Meter Rücken, schied aber als 22. der Vorläufe aus.
Bei den Schwimmeuropameisterschaften 1954 in Turin siegte Nyéki in 57,8 Sekunden über 100 Meter Freistil vor Lew Balandin aus der Sowjetunion und Géza Kádas. Über 400 Meter Freistil wurde Nyéki Sechster. Die ungarische 4-mal-200-Meter-Freistilstaffel mit László Till, Zoltán Dömötör, Géza Kádas und Imre Nyéki siegte vor den Franzosen und der sowjetischen Staffel. Vier Jahre später war Nyéki auch bei den Schwimmeuropameisterschaften 1958 in Budapest Mitglied der ungarischen Staffel. József Katona, Imre Nyéki, György Müller und Gyula Dobai gewannen die Bronzemedaille hinter der sowjetischen Staffel und den Italienern. Mit 8:45,3 Minuten schwamm diese Staffel schneller als die Europarekordstaffel von 1948 und die Europameisterstaffel von 1954.